# 所さんのまもるもせめるも
『所さんのまもるもせめるも』（ところさんのまもるもせめるも）は、1987年6月27日に、エピックソニーレコードから発売されたアクションゲーム。所ジョージ全面監修によるタレントゲーム。

## 概要
時間制限制の横スクロールアクションゲーム。所ジョージを操り、千代田区（東京都）から所沢市（埼玉県）の所御殿（自宅）を目指す。ループで同じ面を進まなければならない。攻撃方法の1つである水鉄砲はゲージが少なくなると飛距離が縮む。ライフ制で、敵に当たるごとにライフが減り、すべてなくなるとミスとなる。

## ゲーム内容

### システム
マップは東京23区のうち12区（千代田区、新宿区、渋谷区、文京区、港区、品川区、目黒区、世田谷区、豊島区、中野区、杉並区、練馬区）と市部（保谷市、田無市(保谷市と田無市は現在の西東京市）、東久留米市、東村山市、所沢市、所家）で構成される。各区および市ごとに1ステージとなっており、各ステージ開始前には全体のマップ中、現在いるステージの場所が青い矢印で表示される。クリアしたステージには赤字で「所」のマークがつく。
区部では各ステージの一番右まで行き、建物の中に入るとボスが待っている。ボスを倒すとゴールの扉に入ることができる（一部のステージのみボスを倒さなくとも奥に進める）。扉は練馬区を除いて複数存在し、各扉ごとにワープできるステージが2つずつ決まっている。ただ、2つのうちどちらに行けるかはランダムで決まり、場合によってはすでにクリアしたステージにもう一度挑まなければならないときもある。練馬区には1つしか扉がなく、入れば自動的に市部（保谷市）へ行くことができる。すべての区をクリアする必要はなく、最終的に練馬区をクリアすれば再び区部に戻ることはない。
市部では区部のようなループはなく、所家まで一本道となる。各ステージの一番右でボスを倒し、最後の建物の屋根からジャンプすると自動的に次のステージに行くことができる（所沢は「所家」の扉を開けると無条件でクリア）。所家は屋内のステージで、1階から3階まである。3階の一番奥でラスボスを倒すとゲームクリアとなり、エンディングが見られる。
なお、区部と市部ではグラフィック、敵の種類が大きく異なり、市部に入ると突然農村のような田舎の風景になる。BGMも区部、市部、所家でそれぞれ異なる。

### アクション
基本的には敵を水鉄砲で倒したり避けたりしながら、ステージの一番右まで到達することが目的となる。水鉄砲は撃つごとに「WATER」ゲージが減り飛距離が短くなるが、ゼロになっても撃つことはできる。区部ではステージによって高速道路や地下面が存在し、地上では手に入らないアイテムが手に入る場合もある。高速道路が存在するステージでは、ある特定の木に水鉄砲の水をかけて伸ばし、その上からジャンプすると行くことができる。一度でも敵に当たると地上に戻る（ライフは減らない）。地下面は特定のマンホールから落ちると行くことができる。

### アイテム
画面の特定の部分を水鉄砲で撃つとアイテムが出ることがある。以下の8種類のアイテムが存在する。
- 白ビン - 「WATER」ゲージを4目盛り回復させる。
- 黄ビン - 一定時間無敵になる（BGMは変化しないが、無敵の間は所さんの体が黄色く点滅する）。
- 赤ビン - 通常の2倍の攻撃力を持った弾を撃つことができるようになる。
- 白ハート - 「LIFE」ゲージを2目盛り回復させる。
- 赤ハート - 「LIFE」ゲージを1目盛り回復させる。
- 星 - 「LIFE」および「WATER」を満タンにする。
- 時計 - 時間を一定量戻す。
- ESマーク - コンティニューが無限回できるようになる。

### ミスの条件
以下の場合はミスとなる。残機はなく一度ミスすると即ゲームオーバーとなるが、初期状態では3回までコンティニューできる。ESマーク（前述）を取った場合は何度でもコンティニュー可能。市部（保谷市から所家）でミスし、コンティニューすると保谷市（市部の最初）からの再開となる。
- 「LIFE」ゲージがゼロになったとき[2]。
- 時間切れになったとき[2]（画面上部の太陽と雲が時間とともに徐々に近づいていき、重なると時間切れ）。
- 穴、海に落ちたとき[2]（一部のマンホールは除く）。

これらのミスは簡単に起こるので一部ではクソゲーという評価もある。
ゲームオーバーの画面では、欧陽菲菲の『ラヴ・イズ・オーヴァー』の歌詞のパロディが表示され、BGMもその歌詞があてはめられるものとなっている。

## 設定

### ストーリー
ウサギ年の1987年、「マイルストーン」でブラブラしていた所さんは、所沢に残してきた長女「さやか」の「助けて、ママがロボットになっちゃったの」というテレパシーを感じる。急いで「マイルストーン」を出ると、見慣れた街は「ファミコン」の景色となり、日頃仲のいいスタッフは「レプリカント」に姿を変えて、所さんに歯向かってきた。スタッフを「レプリカント」に変えたのは誰か、長女「さやか」は無事なのか。暴力がダメな人である所さんは、穏便に済ませるために、「レプリカント」の陰湿な強さをくぐり抜けて、都心から郊外を経由して所沢へと急いだのであった。

### ステージ構成
千代田
文京
新宿
港
豊島
中野
渋谷
品川
練馬
杉並
世田谷
目黒
保谷
田無
東久留米
東村山
所沢
所御殿

## スタッフ
- トータルプロデューサー：所ジョージ
- キャラクターデザイン：所ジョージ
- エグゼクティブ・プロデューサー：丸山茂雄
- プロデューサー：北島肇
- ディレクター：長崎行男
- トータルプランナー：島武実
- アシスタントプランナー：山元哲治
- プログラム：ハル研究所
- 音楽：澤和雄

## 評価
ゲーム誌『ファミコン通信』の「クロスレビュー」では、4・6・7・7の合計24点（満40点）、『ファミリーコンピュータMagazine』の読者投票による「ゲーム通信簿」での評価は以下の通り16.31点（満30点）となっている。また、同雑誌1991年5月10日号特別付録の「ファミコンロムカセット オールカタログ」では、「ピリピリくるゲーム」と紹介されている。
| 項目 | キャラクタ | 音楽 | 操作性 | 熱中度 | お買得度 | オリジナリティ | 総合  |
| 得点 | 3.15       | 2.70 | 2.71   | 2.61   | 2.45     | 2.69           | 16.31 |

## 関連書籍
- 所さんのまもるもせめるも必勝攻略法 双葉社刊 1987年6月
- 所さんのまもるもせめるも アクアク大冒険 双葉社刊 1987年7月 - 「ファミコン冒険ゲームブック」の一作で、所自身が原作を担当。タイトルこそ同じだがゲームとは無関係のストーリーになっている。